# Eishockey-Regionalliga 2006/07
Die Eishockey-Regionalliga der Spielzeit 2006/2007 wurde erneut in der Form der Regionalliga Nordost, der Regionalliga West (ehemals NRW), der Regionalliga Hessen, der Baden-Württemberg-Liga, sowie der Bayernliga ausgetragen.
Auf Grund der Umstrukturierung der drittklassigen Oberliga in der Folgesaison, gab es für den Aufstieg diese Saison einige Änderungen. Die RL-Nordost durfte bis zu fünf Aufsteiger stellen. Der gemeinsamen Aufstiegsrunde der Regionalligen West, Hessen und BaWü wurden zwei Aufstiegsplätze zugeteilt. Aus der Bayernliga durften beide Playoff-Finalisten in die Oberliga aufsteigen.

## Regionalliga Nord-Ost

### Modus
Im Vergleich zur Vorsaison traten in der Liga nur noch neun Mannschaften an. Mit der Mannschaft aus Braunlage war zudem nur noch ein Team aus der ehemaligen Regionalliga Nord vertreten. Nach einer Doppelrunde waren die ersten fünftplatzierten Mannschaften aufstiegsberechtigt.

### Teilnehmer
Die Spielgemeinschaft Niesky/Weißwasser hatte sich sportlich neu für diese Liga qualifiziert. Aus der Oberliga gab es keinen Absteiger. Vorjahres-Meister Rostock hatte auf den Aufstieg verzichtet. Es gibt keinen sportlichen Absteiger in die Landes-/Verbandsliga.
| - Rostocker EC (M) - ECC Preussen Juniors Berlin - Braunlager SC Harz | - Black Dragons Erfurt - Saale Bulls Halle - Blue Lions Leipzig | - FASS Berlin - EHV Schönheide - SG Niesky/Weißwasser (N) |

### Tabelle
|    | Mannschaft                  | Sp | S3 | S2 | N1 | N0 | Tore    | Diff. | Pkte |
| -- | --------------------------- | -- | -- | -- | -- | -- | ------- | ----- | ---- |
| 1. | Blue Lions Leipzig          | 48 | 34 | 4  | 2  | 7  | 285:136 | +149  | 115  |
| 2. | Rostocker EC (M)            | 48 | 34 | 4  | 1  | 9  | 258:136 | +122  | 111  |
| 3. | Braunlager SC Harz          | 48 | 26 | 4  | 3  | 15 | 210:150 | +60   | 89   |
| 4. | Saale Bulls Halle           | 48 | 22 | 7  | 4  | 15 | 221:178 | +43   | 84   |
| 5. | Black Dragons Erfurt        | 48 | 20 | 4  | 4  | 20 | 197:182 | +15   | 72   |
| 6. | EHV Schönheide              | 48 | 17 | 3  | 3  | 25 | 204:234 | −30   | 60   |
| 7. | FASS Berlin                 | 48 | 13 | 1  | 8  | 26 | 142:217 | −75   | 49   |
| 8. | ECC Preussen Juniors Berlin | 48 | 11 | 4  | 2  | 31 | 168:303 | −135  | 43   |
| 9. | SG Niesky/Weißwasser (N)    | 48 | 6  | 1  | 5  | 36 | 140:289 | −149  | 25   |

Abkürzungen: Sp = Spiele, S3 = Siege, S2 = Siege nach Verlängerung oder Penaltyschießen, N1 = Niederlagen nach Verlängerung oder Penaltyschießen, N0 = Niederlagen, (N) = Aufsteiger, (M)= Meister d. Vorsaison
Einzig der Braunlager SC Harz nahm sein Aufstiegsrecht nicht wahr. Nach der Saison wurde die Spielgemeinschaft Niesky/Weißwasser wieder aufgelöst und es trat einzig der ELV Tornado Niesky an.

## Regionalliga West

### Modus
Nach einer Einfachrunde nahmen die Mannschaften auf den Plätzen 1-6 an der gemeinsamen Aufstiegsrunde mit den Teilnehmern der RL Hessen und Baden-Württemberg-Liga zur Oberliga 2007/08 teil. Die restlichen Mannschaften nehmen gemeinsam mit den beiden Aufsteigern aus der Landesliga an der Relegationsrunde teil.

### Teilnehmer
Die Zweitvertretung aus Iserlohn und der neu gegründete EC Bergisch Land kamen als Aufsteiger neu hinzu. Der Vorjahres-Meister aus Neuss hatte auf den Aufstieg verzichtet und es kam auch kein Absteiger aus der Oberliga herunter. Die Black Devis Niederrhein beendeten die Zusammenarbeit mit der Spielbetriebsgesellschaft und traten wieder unter dem Namen des Stammverein GSC Moers an.
| - Neusser EV (M) - Herner EG Blizzard - GSC Moers - EHC Dortmund | - EHC Troisdorf - Grefrather EC 2001 - ESV Bergisch Gladbach - Dinslaken Kobras | - ESC Trier - Königsborner JEC - Iserlohner EC 1b (N) - EC Bergisch Land (N) |

### Vorrunde
|     | Mannschaft            | Sp | S3 | S2 | N1 | N0 | Tore   | Diff. | Pkte |
| --- | --------------------- | -- | -- | -- | -- | -- | ------ | ----- | ---- |
| 1.  | Herner EG Blizzard    | 22 | 21 | 1  | 0  | 0  | 176:46 | +130  | 65   |
| 2.  | Neusser EV (M)        | 22 | 15 | 4  | 0  | 3  | 146:57 | +89   | 53   |
| 3.  | Dinslaken Kobras      | 22 | 13 | 2  | 1  | 6  | 175:92 | +83   | 44   |
| 4.  | Grefrath Nierspanther | 22 | 13 | 1  | 1  | 7  | 108:61 | +47   | 42   |
| 5.  | EHC Troisdorf         | 22 | 11 | 3  | 1  | 7  | 104:85 | +19   | 40   |
| 6.  | Iserlohner EC 1b (N)  | 22 | 11 | 0  | 5  | 6  | 122:82 | +40   | 38   |
| 7.  | EHC Dortmund          | 22 | 11 | 1  | 2  | 8  | 125:76 | +49   | 37   |
| 8.  | ESC Trier             | 22 | 11 | 0  | 1  | 10 | 99:98  | +1    | 34   |
| 9.  | EC Bergisch Land (N)  | 22 | 4  | 2  | 0  | 16 | 70:115 | −45   | 16   |
| 10. | Königsborner JEC      | 22 | 5  | 0  | 1  | 16 | 81:139 | −58   | 16   |
| 11. | ESV Bergisch Gladbach | 22 | 3  | 0  | 2  | 17 | 55:139 | −84   | 11   |
| 12. | GSC Moers             | 22 | 0  | 0  | 0  | 22 | 43:314 | −271  | 0    |

Abkürzungen: Sp = Spiele, S3 = Siege, S2 = Siege nach Verlängerung oder Penaltyschießen, N1 = Niederlagen nach Verlängerung oder Penaltyschießen, N0 = Niederlagen, (N) = Aufsteiger, (M) = Meister d. Vorsaison
Nach der Aufstiegsrunde kam es zu Unstimmigkeiten bei den Grefrath Nierspanther und der Stammverein, Grefrather EC 2001, beendete die Zusammenarbeit und startete in der kommenden Saison in der Verbandsliga. Die Düsseldorfer EG 1b und Lippe Hockey Hamm schafften den Aufstieg aus der Verbandsliga. Durch den Rückzug des ESV Bergisch Gladbach durften somit der GSC Moers und Königsborner JEC trotz sportlichem Abstieg in der Liga verbleiben.

## Regionalliga Hessen

### Modus
Nach der Vorrunde (Einfachrunde) durften die beiden bestplatzierten Mannschaften an der gemeinsamen Aufstiegsrunde – mit der Regionalliga West und Baden-Württemberg – zur Oberliga teilnehmen. Für die restlichen Mannschaften ging es in die Relegationsrunde mit den Vertretern der Landesliga.

### Teilnehmer
Nachdem es in Bad Nauheim erneut zu finanziellen Schwierigkeiten gekommen war, trat wieder die erste Mannschaft in der Regionalliga an. Die Mannschaft des VFE Neuwied trat neugegründet in der Liga an.
| - Rote Teufel Bad Nauheim (A) - Darmstadt Stars (M) - Frankfurt Lions 1b - VERC Lauterbach | - EV Wiesbaden - Eintracht Frankfurt - VFE Neuwied (N) |

### Vorrunde
|    | Mannschaft                  | Sp | S3 | S2 | N1 | N0 | Tore   | Diff. | Pkte |
| -- | --------------------------- | -- | -- | -- | -- | -- | ------ | ----- | ---- |
| 1. | Rote Teufel Bad Nauheim (A) | 12 | 11 | 0  | 0  | 1  | 176:46 | +130  | 33   |
| 2. | Darmstadt Stars (M)         | 12 | 9  | 0  | 0  | 3  | 77:39  | +38   | 27   |
| 3. | VERC Lauterbach             | 12 | 8  | 0  | 0  | 4  | 74:61  | +13   | 24   |
| 4. | VFE Neuwied (N)             | 12 | 6  | 0  | 0  | 6  | 63:57  | +6    | 18   |
| 5. | EV Wiesbaden                | 12 | 4  | 0  | 0  | 8  | 64:93  | −29   | 12   |
| 6. | Frankfurt Lions 1b          | 12 | 3  | 0  | 0  | 9  | 45:95  | −50   | 9    |
| 7. | Eintracht Frankfurt         | 12 | 1  | 0  | 0  | 11 | 40:87  | −47   | 3    |

Abkürzungen: Sp = Spiele, S3 = Siege, S2 = Siege nach Verlängerung oder Penaltyschießen, U = Unentschieden N1 = Niederlagen nach Verlängerung oder Penaltyschießen, N0 = Niederlagen, (N) = Aufsteiger, (M) = Meister d. Vorsaison, (A) = Absteiger aus der OL
In der Relegationsrunde schafften alle Mannschaften außer Eintracht Frankfurt den Klassenerhalt. Die Darmstadt Crocodiles stiegen auf. Der VFE Neuwied trat in seine ursprüngliche Form als Förderverein zurück und schloss sich dem sechstklassigen EHC Neuwied an.

## Baden-Württembergliga
Die Baden-Württemberg-Liga wurde vom Eissport-Verband Baden-Württemberg organisiert.

### Modus
Der Modus änderte sich in dieser Saison stark. Es wurde zuerst eine Meisterrunde ausgespielt in der nach einer Doppelrunde der Meister feststand. Danach konnten alle Mannschaften mit einem Interesse am Oberliga-Aufstieg an einer Qualifikationsrunde teilnehmen. Die besten beiden Mannschaften qualifizierten sich dann für die Aufstiegsrunde mit den Mannschaften der RL West und RL Hessen. Dies hatte zur Folge, dass der ESV Hügelsheim und der Mannheimer ERC 1b erst zur Aufstiegsrunde teilnahmen.

### Teilnehmer
Im Sommer 2006 schloss der Absteiger aus der Oberliga Stuttgarter EC einen Kooperationsvertrag mit dem Zweitligisten SC Bietigheim-Bissingen. Die bisherige Mannschaft des Stuttgart EC spielte ab 2006/07 als 1b-Mannschaft des SC Bietigheim unter dem Namen Stuttgart Rebels in Stuttgart in der Baden-Württemberg-Liga.
| - Mannheimer ERC 1b (M) - ESV Hügelsheim - EHC Freiburg 1b - EC Eppelheim | - EHC Zweibrücken - ESV Balingen - EV Ravensburg 1b - Schwenninger Fire Wings | - SG Stuttgart Rebels/SC Bietigheim-Bissingen 1b (N) - Eisbären Heilbronn (N) |

### Meisterrunde
|    | Mannschaft                                         | Sp | S3 | S2 | N1 | N0 | Tore    | Diff. | Pkte |
| -- | -------------------------------------------------- | -- | -- | -- | -- | -- | ------- | ----- | ---- |
| 1. | SG Stuttgart Rebels/SC Bietigheim-Bissingen 1b (N) | 28 | 22 | 4  | 0  | 2  | 189:53  | +136  | 74   |
| 2. | EHC Freiburg 1b                                    | 28 | 22 | 0  | 1  | 5  | 161:90  | +71   | 67   |
| 3. | EV Ravensburg 1b                                   | 28 | 16 | 2  | 2  | 8  | 156:98  | +58   | 54   |
| 4. | Eisbären Heilbronn (N)                             | 28 | 16 | 0  | 2  | 10 | 181:144 | +37   | 50   |
| 5. | EHC Zweibrücken                                    | 28 | 12 | 0  | 0  | 16 | 128:117 | +11   | 36   |
| 6. | EC Eppelheim                                       | 28 | 10 | 1  | 2  | 15 | 112:170 | −58   | 34   |
| 7. | Schwenningen Fire Wings                            | 28 | 6  | 0  | 0  | 22 | 114:195 | −81   | 18   |
| 8. | ESV Balingen                                       | 28 | 1  | 0  | 0  | 27 | 53:227  | −174  | 3    |

Abkürzungen: Sp = Spiele, S3 = Siege, S2 = Siege nach Verlängerung oder Penaltyschießen, N1 = Niederlagen nach Verlängerung oder Penaltyschießen, N0 = Niederlagen, (N) = Aufsteiger/Neuling
Für die Qualifikationsrunde meldeten sich neben dem Meister: ESV Hügelsheim, Mannheimer ERC 1b, Schwenninger Fire Wings und die Eisbären Heilbronn. Der ESV Zollernalb und die Bad Liebenzell Blackhawks stiegen aus der Landesliga auf. Der ESV Balingen zog seine Mannschaft zurück.

### Qualifikationsrunde
|    | Mannschaft                                     | Sp | S3 | S2 | N1 | N0 | Tore   | Diff. | Pkte |
| -- | ---------------------------------------------- | -- | -- | -- | -- | -- | ------ | ----- | ---- |
| 1. | ESV Hügelsheim                                 | 16 | 13 | 0  | 0  | 3  | 122:65 | +57   | 39   |
| 2. | ERC Mannheim 1b                                | 16 | 11 | 1  | 0  | 4  | 150:47 | +103  | 35   |
| 3. | SG Stuttgart Rebels/SC Bietigheim-Bissingen 1b | 16 | 11 | 0  | 1  | 4  | 100:55 | +45   | 34   |
| 4. | Eisbären Heilbronn                             | 16 | 4  | 0  | 0  | 12 | 61:135 | −74   | 12   |
| 5. | Schwenningen Fire Wings                        | 16 | 0  | 0  | 0  | 16 | 50:181 | −131  | 0    |

Abkürzungen: Sp = Spiele, S3 = Siege, S2 = Siege nach Verlängerung oder Penaltyschießen, N1 = Niederlagen nach Verlängerung oder Penaltyschießen, N0 = Niederlagen
Der ESV Hügelsheim und Mannheimer ERC 1b nahmen somit an der Aufstiegsrunde zur Oberliga teil.

## Aufstiegsrunden der Regionalliga West, Hessen und Baden-Württemberg zur Oberliga

### Hauptrunde
Die sechs bestplatzierten Mannschaften der Regionalliga-Hauptrunde NRW und die jeweils zwei Besten aus der Regionalliga-Hauptrunde Hessen sowie der Baden-Württembergliga spielen in einer Einfachrunde die Teilnehmer für eine Playoffrunde mit den vier besten Mannschaften aus.
|     | Mannschaft              | Sp | S3 | S2 | N1 | N0 | Tore   | Diff. | Pkte |
| --- | ----------------------- | -- | -- | -- | -- | -- | ------ | ----- | ---- |
| 1.  | Herner EG Blizzard      | 18 | 16 | 2  | 0  | 0  | 131:56 | +75   | 52   |
| 2.  | Neusser EV              | 18 | 12 | 0  | 0  | 6  | 88:54  | +34   | 36   |
| 3.  | Rote Teufel Bad Nauheim | 18 | 11 | 0  | 1  | 6  | 80:61  | +19   | 34   |
| 4.  | ESV Hügelsheim          | 18 | 10 | 1  | 1  | 6  | 96:57  | +21   | 33   |
| 5.  | Grefrath Nierspanther   | 18 | 11 | 0  | 0  | 7  | 82:60  | +22   | 33   |
| 6.  | ERC Mannheim 1b         | 18 | 8  | 1  | 1  | 8  | 78:73  | +5    | 27   |
| 7.  | Dinslaken Kobras        | 18 | 6  | 0  | 2  | 10 | 76:88  | −12   | 20   |
| 8.  | Iserlohner EC 1b        | 18 | 5  | 0  | 0  | 13 | 56:96  | −40   | 15   |
| 9.  | EHC Troisdorf           | 18 | 3  | 2  | 1  | 12 | 71:94  | −23   | 14   |
| 10. | Darmstadt Stars         | 18 | 2  | 0  | 0  | 16 | 42:143 | −101  | 6    |

Abkürzungen: Sp = Spiele, S3 = Siege, S2 = Siege nach Verlängerung oder Penaltyschießen, N1 = Niederlagen nach Verlängerung oder Penaltyschießen, N0 = Niederlagen

### Playoffs
Die Playoffs werden in Hin- und Rückspiel ausgespielt. Bei Gleichstand entscheidet die bessere Tordifferenz. Der Meister und der Zweitplatzierte waren aufstiegsberechtigt. Da sich zwei Mannschaften aus der RL West qualifiziert hatten, durfte der Vizemeister nur aufsteigen, wenn Finalsieger und -verlierer nicht aus derselben Regionalliga stammten.
|  | Halbfinale | Halbfinale              | Halbfinale |  |  | Finale | Finale                  | Finale |
|  |            |                         |            |  |  |        |                         |        |
|  |            |                         |            |  |  |        |                         |        |
|  | 1          | Herner EG Blizzard      | 12         |  |  |        |                         |        |
|  | 4          | ESV Hügelsheim          | 7          |  |  |        |                         |        |
|  |            |                         |            |  |  | 1      | Herner EG Blizzard      | 12     |
|  |            |                         |            |  |  | 3      | Rote Teufel Bad Nauheim | 8      |
|  | 2          | Neusser EV              | 7          |  |  |        |                         |        |
|  | 3          | Rote Teufel Bad Nauheim | 10         |  |  |        |                         |        |
|  |            |                         |            |  |  |        |                         |        |

#### Halbfinale
|                                      | Gesamt | Hinspiel  | Rückspiel |
| ------------------------------------ | ------ | --------- | --------- |
| Herner EG Blizzard – ESV Hügelsheim  | 11-4   | 4:3 n. P. | 8:4       |
| Neusser EV – Rote Teufel Bad Nauheim | 7-10   | 4:3       | 3:7       |

#### Finale
|                                              | Gesamt | Hinspiel | Rückspiel |
| -------------------------------------------- | ------ | -------- | --------- |
| Herner EG Blizzard – Rote Teufel Bad Nauheim | 12-8   | 6:5      | 6:3       |

Da die Herner EG Blizzard ein zuvor angelaufenes Insolvenzverfahren nicht rechtzeitig abschließen konnten, wurde ihnen der Oberligaaufstieg verwehrt. In Folge der Insolvenz trat man zum neugegründeten Herner EV 2007 über und startete in der kommenden Saison wieder in der Regionalliga. Es gab keinen Nachrücker. Die Roten Teufel Bad Nauheim stiegen in die Oberliga auf.

## Bayernliga
Die Bayernliga 2006/07 wurde vom Bayerischen Eissportverband organisiert. Sie spielte zwei Aufsteiger in die Oberliga 2007/08 und zwei Absteiger in die Landesliga Bayern aus. 

### Saisonverlauf
Die Bayernliga 2006/07 war die 39. Austragung dieser Liga. Meister wurden die EHF Passau Black Hawks und Vizemeister der Deggendorfer SC. Beide Vereine hatten ihr Aufstiegsrecht für die Oberliga 2007/08 wahrgenommen. Absteiger in die Landesligen waren der SVG Burgkirchen und EV Pegnitz.

### Modus
Unverändert zur Vorsaison spielten die 16 Mannschaften die Teilnehmer der Playoffs und Playdowns aus. Nach einer Einfachrunde erreichten die besten Acht die Playoffs um die Meisterschaft und den damit verbundenen Aufstieg, während die restlichen Acht den Absteiger in die Landesliga Bayern ausspielten. Die Punkte wurden nach der Zwei-Punkt-Regel verteilt.

### Teilnehmer
Aus der Landesliga stiegen der ERV Schweinfurt, die Ulm Riverhawks und die EHF Passau Black Hawks in die Liga auf. Da es in der Vorsaison keinen Aufsteiger in die Oberliga gab, kam auch keine Mannschaft herunter.
| - EV Pegnitz - ESC Dorfen - ESV Königsbrunn - EHC Waldkraiburg - EC Pfaffenhofen - SVG Burgkirchen | - ERC Sonthofen - TSV 1862 Erding - TSV Peißenberg - ECDC Memmingen - EV Fürstenfeldbruck | - Deggendorfer SC - Ulm Riverhawks (N) - ERV Schweinfurt (N) - EHF Passau Black Hawks (N) - Höchstadt Alligators (M) |

### Hauptrunde
|     | Mannschaft                 | Sp | S  | U | N  | Tore    | Diff. | Pkte |
| --- | -------------------------- | -- | -- | - | -- | ------- | ----- | ---- |
| 1.  | EHF Passau Black Hawks (N) | 30 | 22 | 3 | 5  | 137:60  | +77   | 47   |
| 2.  | Deggendorfer SC            | 30 | 21 | 4 | 5  | 153:106 | +47   | 46   |
| 3.  | EC Pfaffenhofen            | 30 | 20 | 2 | 8  | 152:115 | +37   | 42   |
| 4.  | TSV Peißenberg             | 30 | 20 | 1 | 9  | 160:105 | +55   | 41   |
| 5.  | TSV 1862 Erding            | 30 | 18 | 5 | 7  | 128:90  | +38   | 41   |
| 6.  | ERV Schweinfurt (N)        | 30 | 17 | 4 | 9  | 149:117 | +32   | 38   |
| 7.  | EHC Waldkraiburg           | 30 | 17 | 0 | 13 | 122:97  | +25   | 34   |
| 8.  | Höchstadt Alligators (M)   | 30 | 14 | 3 | 13 | 118:120 | −2    | 31   |
| 9.  | ESV Königsbrunn            | 30 | 13 | 3 | 14 | 114:117 | −3    | 29   |
| 10. | ECDC Memmingen             | 30 | 11 | 6 | 13 | 113:113 | 0     | 28   |
| 11. | ESC Dorfen                 | 30 | 12 | 4 | 14 | 120:123 | −3    | 28   |
| 12. | ERC Sonthofen              | 30 | 8  | 2 | 20 | 92:135  | −43   | 18   |
| 13. | EV Pegnitz                 | 30 | 5  | 6 | 19 | 115:165 | −50   | 16   |
| 14. | Ulm Riverhawks (N)         | 30 | 6  | 3 | 21 | 83:125  | −42   | 15   |
| 15. | SVG Burgkirchen            | 30 | 7  | 1 | 22 | 90:185  | −95   | 15   |
| 16. | EV Fürstenfeldbruck        | 30 | 5  | 1 | 24 | 76:149  | −73   | 11   |

Abkürzungen: Sp = Spiele, S = Siege, U = Unentschieden, N = Niederlagen, (M) = Meister d. Vorsaison, (N) = Aufsteiger

### Play-offs
Die Playoffs wurden komplett nach dem Modus 'best-of-three' gespielt.
| Viertelfinale | Viertelfinale        | Viertelfinale |   |                    | Halbfinale      | Halbfinale | Halbfinale     |                  |                  | Finale           | Finale | Finale |
|               |                      |               |   |                    |                 |            |                |                  |                  |                  |        |        |
| 1             | Passau Black Hawks   | 2             |   |                    |                 |            |                |                  |                  |                  |        |        |
| 8             | Höchstadt Alligators | 0             |   |                    |                 |            |                |                  |                  |                  |        |        |
|               |                      |               | 1 | Passau Black Hawks | 2               |            |                |                  |                  |                  |        |        |
|               |                      |               |   | 6                  | ERV Schweinfurt | 1          |                |                  |                  |                  |        |        |
| 3             | EC Pfaffenhofen      | 0             |   |                    |                 |            |                |                  |                  |                  |        |        |
| 6             | ERV Schweinfurt      | 2             |   |                    |                 |            | Endspiel       | Endspiel         | Endspiel         |                  |        |        |
|               |                      |               | 1 | Passau Black Hawks | 2               |            |                |                  |                  |                  |        |        |
|               |                      |               |   | 2                  | Deggendorfer SC | 1          |                |                  |                  |                  |        |        |
| 2             | Deggendorfer SC      | 2             |   |                    |                 |            |                |                  |                  |                  |        |        |
| 7             | EHC Waldkraiburg     | 0             |   |                    |                 |            |                |                  |                  |                  |        |        |
|               |                      |               | 2 | Deggendorfer SC    | 2               |            |                |                  |                  |                  |        |        |
|               |                      |               |   | 4                  | TSV Peißenberg  | 1          |                | Spiel um Platz 3 | Spiel um Platz 3 | Spiel um Platz 3 |        |        |
| 4             | TSV Peißenberg       | 2             |   |                    |                 | 6          | TSV Peißenberg | 2                |                  |                  |        |        |
| 5             | TSV 1862 Erding      | 0             |   |                    |                 |            | 6              | ERV Schweinfurt  | 0                |                  |        |        |
|               |                      |               |   |                    |                 |            |                |                  |                  |                  |        |        |

#### Viertelfinale
|                                               | Serie | Spiel 1   | Spiel 2 | Spiel 3 |
| --------------------------------------------- | ----- | --------- | ------- | ------- |
| EHF Passau Black Hawks – Höchstadt Alligators | 2-0   | 5:2       | 3:1     | -       |
| TSV Peißenberg – TSV 1862 Erding              | 2-0   | 5:4 n. P. | 5:2     | -       |
| Deggendorfer SC – EHC Waldkraiburg            | 2-0   | 5:4       | 5:2     | -       |
| EC Pfaffenhofen – ERV Schweinfurt             | 1-2   | 4:5       | 4:6     | -       |

#### Halbfinale
|                                          | Serie | Spiel 1 | Spiel 2 | Spiel 3 |
| ---------------------------------------- | ----- | ------- | ------- | ------- |
| EHF Passau Black Hawks – ERV Schweinfurt | 2-1   | 5:2     | 2:4     | 8:0     |
| Deggendorfer SC – TSV Peißenberg         | 2-1   | 10:3    | 3:6     | 4:2     |

#### Finale
|                                          | Serie | Spiel 1 | Spiel 2 | Spiel 3 |
| ---------------------------------------- | ----- | ------- | ------- | ------- |
| EHF Passau Black Hawks – Deggendorfer SC | 2-1   | 3:5     | 4:3     | 4:2     |

Die beiden Finalisten der Bayernliga stiegen in die Oberliga auf. Topscorer der Bayernliga wurde Thomas Greilinger, der in insgesamt 37 Partien 51 Tore und 47 Assists erzielte.

### Play-downs
In den Playdowns wurden die zwei sportlichen Absteiger in die Landesliga ermittelt. Alle Duelle wurden im Modus 'best-of-three' entschieden.

#### 1. Runde
|                                       | Serie | Spiel 1   | Spiel 2   | Spiel 3   |
| ------------------------------------- | ----- | --------- | --------- | --------- |
| ESV Königsbrunn – EV Fürstenfeldbruck | 2-1   | 3:0       | 2:3 n. P. | 2:1       |
| ERC Sonthofen – EV Pegnitz            | 2-1   | 4:1       | 2:4       | 7:4       |
| ECDC Memmingen – SVG Burgkirchen      | 2-1   | 7:4       | 1:2 n. P. | 12:1      |
| ESC Dorfen – Ulm Riverhawks           | 2-1   | 3:2 n. P. | 1:4       | 5:4 n. P. |

#### 2. Runde
|                                  | Serie | Spiel 1 | Spiel 2 | Spiel 3   |
| -------------------------------- | ----- | ------- | ------- | --------- |
| EV Pegnitz – EV Fürstenfeldbruck | 1-2   | 5:4     | 4:10    | 2:3 n. P. |
| Ulm Riverhawks – SVG Burgkirchen | 2-0   | 6:3     | 4:1     | -         |

Damit steigen der EV Pegnitz und der SVG Burgkirchen in die Landesliga ab. Da es keine Absteiger aus der Oberliga gab, steigen der EHC Nürnberg, Wanderers Germering, Selber Wölfe und EV Pfronten auf.